# (640) Brambilla
(640) Brambilla es un asteroide perteneciente al cinturón de asteroides descubierto el 29 de agosto de 1907 por August Kopff desde el observatorio de Heidelberg-Königstuhl, Alemania.
Está nombrado por Brambilla, un personaje de la novela de E. T. A. Hoffmann Prinzessin Brambilla.